# 岡島 (百貨店)

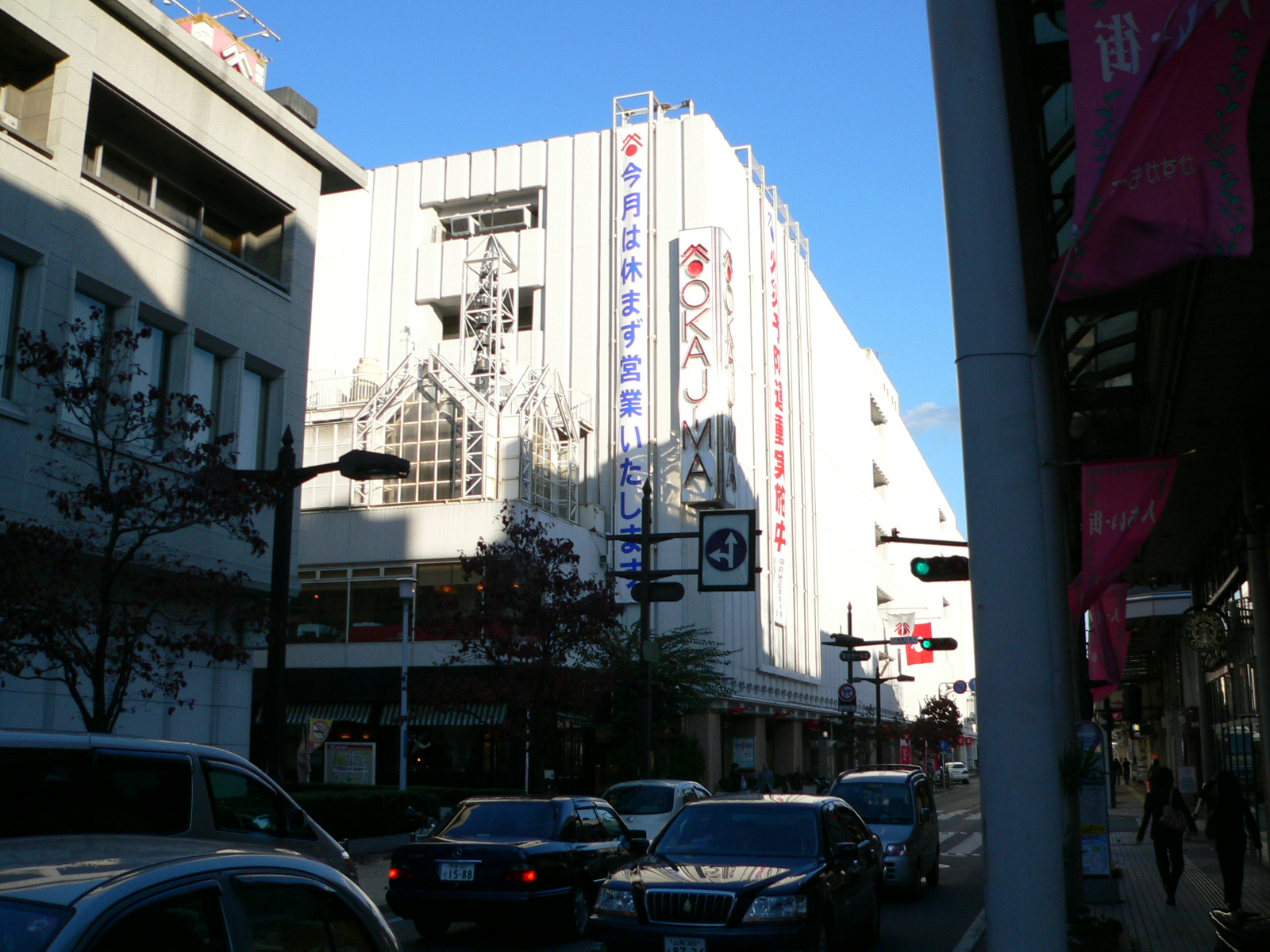
2023年までの店舗（2005年11月12日撮影）

株式会社岡島（おかじま、英: OKAJIMA co.,ltd.）は、山梨県甲府市丸の内に本社を置き、複合商業施設「ココリ」内で百貨店「岡島」を経営する企業。2023年（令和5年）までは「岡島百貨店」（おかじまひゃっかてん、英: Okajima Department Store）の屋号で、独立した建物で百貨店を運営してきたが、建物の老朽化などの問題もあり、現在地に移転の上で規模を縮小し、屋号も社名と同じ「岡島」へ改称した（後述）。
山梨県内では唯一の日本百貨店協会加盟の百貨店である。

## 概要

### 前史
江戸時代後期の1843年（天保14年）1月に、柳町1丁目（現在の中央2丁目）に初代岡島定右衛門が茶商の大黒屋としてとして創業。その後、呉服店および両替商としての営業も開始した。
1904年（明治37年）に柳町の新店舗で陳列式の販売を導入した。

### 百貨店化からバブル景気まで
1937年（昭和12年）9月30日には老舗の菓子店であった松林軒が地上8階、地下1階の新店舗を開設し「松林軒デパート」を開業すると、岡島も1936年（昭和11年）3月1日に株式会社岡島に改組し、1938年（昭和13年）9月に県内2番目の百貨店である岡島百貨店として地上5階の大型店舗による百貨店形式の営業を開始した。
太平洋戦争下、1945年（昭和20年）7月の甲府空襲では内部は焼けたものの外部は焼け残り、ほどなくして営業を再開した。
1961年（昭和36年）に当時の百貨店法に則って5,570.591m2の増築申請を行って、桜町（桜通り周辺）の既存店舗（3015.37m2）を廃止して甲府駅前に7,067.793m2の新店舗を建設して、移転･増床を目指したライバルの甲府松菱に対抗しようとした。だが甲府商業会議所の商業活動調整協議会の審議で甲府商店街連盟の代表者は百貨店増設に強く反発し、商圏擁護連盟を組織して反対運動を繰り広げたため、認可された2,500m2の増床を1964年（昭和39年）にして改装し、甲府駅前との地区間競争に対応する為、地元商店街と協賛して売り出しを行った。
1972年（昭和47年）に大規模小売店舗法（大店法）に基く甲府商業会議所の商業活動調整協議会の審議で将来進出は予想される「県外資本」と山交百貨店が進出して発展し始めた甲府駅前への対抗のためにも必要と主張して増床を認めさせ、1974年（昭和49年）11月のダイエー甲府店（売場面積10577m2）の甲府銀座商店街での開店に対抗した。
1970年代以降、甲府都市圏においてもモータリゼーションと人口のドーナツ化現象が進み、その影響を受けて郊外への出店が相次ぐと、それに対抗するため1985年（昭和60年）の甲府商業会議所の商業活動調整協議会で駅前地区とのバランスを考慮しながら増床が認められた。1988年（昭和63年）に増床が完了し、売場面積29,520m2は山梨県内の商業施設として最大であったことなど、山梨県内屈指の百貨店としてブランド力を維持し続けていた。

### バブル崩壊から21世紀初めの状況
しかし、平成不況と甲府市中心部の市街地空洞化に伴う1990年代より郊外にオープンしたアピタやイトーヨーカドーなどの郊外型ショッピングセンター、さらにはJR中央本線の特急列車や中央高速バスなどの高速バスで結ばれる東京都区部の新宿や多摩地区にある百貨店との競合の影響を受け、1997年（平成9年）には年商469.33億円だったのが、2000年（平成12年）には年商293.32億円とわずか3年で37.5%も落ち込んだ。1999年（平成11年）から2001年の決算まで3期連続赤字、2002年（平成14年）2月期の決算では約25億円の赤字となり、140億円の有利子負債を抱え22億円の債務超過に陥った。
このため、メインバンクの山梨中央銀行から54億円の債権放棄を受けると共に、責任を取って創業家の岡島哲之助会長が退任してオーナー経営に終止符を打った。従来から交流があった三越と業務提携を結んで社長など経営陣を招き、三越ブランド商品の販売などを行なうなど立て直しに取り組み、2003年（平成14年）2月期の決算では不採算事業撤退や消費不況の影響で前年比8.1％減の205億9千万円と6期連続の売上減少となったが、経常損益も黒字に転換し、債権放棄による54億円の特別利益なども相まって有利子負債も65億円削減の75億円となり、債務超過は解消され、一度は再建が進み始めたかにみえた。
だが、世界金融危機のあおりを受けて2008年（平成20年）2月期の決算では固定資産の減損会計などで35億400万円の債務超過に陥り、『週刊東洋経済』2009年1月24日号の「百貨店の倒産危険度ランキング」では負債額39億4600万円の2位に入るなど信用不安が高まったため、2009年（平成21年）2月期末にメインバンクの山梨中央銀行が貸出金70億2300万円のうち、50億4300万円の債権を整理回収機構に譲渡し、整理回収機構がそれを放棄する措置を受け、その結果2009年（平成21年）2月期の決算では債務超過を解消した。しかし百貨店売上高は前年からさらに6.2%減と厳しい内容となっている。
この債権放棄の合意を発表した2009年（平成21年）2月27日の発表では同時に事業再生計画として集客力のアップのために甲府市中心市街地活性化基本計画の一環として補助金を出すと共に市の健康相談施設を入居させるなどといった官民一体の支援による1988年（昭和63年）の増床以来22年ぶりの大改装が発表されたが、出店交渉が難航した影響でテナントの大幅な入れ替えを当初予定に合わせることが困難となった為、規模を縮小して交渉のまとまった店舗のみを入れ替えて予定していた2011年（平成23年）3月に一部改装を行い、シーズン毎の商品入れ替えなどに合わせて順次他の売り場も改装する形に変更された。その一環として2011年（平成23年）10月末には6階に売り場面積約3,000m2で80万冊を誇る大型書店ジュンク堂をオープンさせ、小学生から高齢者まで幅広い世代から当初5日間で約7,500人のレジ通過者を集めて全店の来客も前年同期比20%増やすことに成功した。またこの年には東日本大震災による電力危機に伴う計画停電が甲府市内でも実施されたため、「憩いの滝」を閉鎖し、以降も再開することはなかった。
2019年（令和元年）に山交百貨店が閉店したことで、名実共に山梨県唯一の百貨店となった。また、2020年（令和2年）より発生した世界的コロナウイルスの流行により経営が危ぶまれたが、2021年（令和3年）以降は単年度黒字を計上し続けている。しかし2022年時点で債務超過状態と報じられ、また老朽化が進行し修繕もままならない現施設の扱いについて水面下で協議が行われていた。

### 再開発に伴う縮小移転
2022年4月16日、大手不動産会社が岡島百貨店の建物を解体し、複合ビルを建設すると『山梨日日新聞』が独自取材として報じた。これについて岡島百貨店は公式サイト内で地域活性化や建物老朽化への対応について検討を重ねていると説明した。
2022年7月27日、岡島百貨店の現店舗を2023年2月で閉店し、翌3月より近隣にあるココリの地下1階から2階の商業スペースへ移転し再オープンし、現施設は解体のうえ2028年を目処に地上28階建の低層階を商業施設、高層階をマンションとする複合ビルをオープンさせることが報じられた。
翌28日、岡島百貨店は公式サイトで東京の不動産会社であるタカラレーベン（現：MIRARTHホールディングス）と連名でプレスリリースおよび会見を行なった。内容は報道の通り2023年2月を以て閉店し、翌3月よりココリへ移転開業する予定であることと、現在の建物および敷地をタカラレーベンへ売却し、タカラレーベン主導による地上28階建のマンション兼商業施設を建設し、2028年夏を目処に開業することを正式発表した。なお、移転後の延床面積は4,500m2と現施設の7分の1程度まで縮小されるとされた。
2022年12月14日よりカウントダウンセールを開始し、2023年2月14日に旧店舗での営業を終了して同年8月より解体を開始し、2025年5月に上記の新施設の着工に入る予定である。
2023年2月14日に予定通り営業終了。3月3日より移転先のココリで営業を再開した。ココリのうち3フロア、合計で約4500平方メートルを使い、期間限定ショップを入れ替えるなどして集客をめざし、屋号も「岡島百貨店」から「岡島」へ改称した。

## 店舗概要
| 階      | フロアテーマ                 | 概要 |
| ------- | ---------------------------- | --- |
| 2階     | 新しいライフスタイルのフロア | ブランドブティック、リビング、岡島サロン、催事場を設ける。                                                                              |
| 1階     | 上質ファッションのフロア     | 旧店舗1階に展開する化粧品に加え「RMK」が新たに加わる。 旧店舗2階で展開されていた婦人雑貨や紳士雑貨はそれぞれ1箇所にまとめて展開される。 |
| 地下1階 | 食のフロア                   | 明治屋が県内初出店する。 |

その他入居店舗についてはフロア案内を参照。
旧店舗の概要については岡島百貨店 (旧店舗)#店舗概要を参照。

## 交通アクセス
- 甲府駅より徒歩5分。

## 駐車場
旧店舗時代から継承された3つの専用駐車場と新たに契約した契約駐車場が利用可能である。
| 駐車場名   | 旧店舗時代の名称 | 規模 | 台数  | 備考                                             |
| ---------- | ---------------- | ---- | ----- | ------------------------------------------------ |
| 第一       | 紅梅口           | 平面 | 33台  |                                                  |
| 第二・駐輪 | 第2              | 立体 | 212台 | 駐輪場は地階にあり。高さ2mを超える車両は駐車不可 |
| 第三       | 第7              | 平面 | 22台  |                                                  |
| ココリ     | （新設）         | 立体 | 169台 | 契約駐車場                                       |

なお、専用駐車場と契約駐車場は金額や無料サービスが異なるため注意が必要である。
旧店舗の駐車場については岡島百貨店 (旧店舗)#駐車場を参照。

## 過去に存在した店舗
甲府市の本店以外にも、東京都八王子市に八王子岡島、長野県茅野市に茅野岡島を有していた。

### 八王子岡島
1968年（昭和43年）10月1日に国道16号と国道20号の交差する八日町4丁目交差点角の八日町6丁目7に開業した百貨店。
八王子市内では初の百貨店だったまるき百貨店が、開業から8年足らずの1968年（昭和43年）10月1日に閉店したことを受け、その店舗跡に出店した。しかし繁華街の中心が八王子駅に近い横山町へ移り、八日町の商店街が衰退した流れに逆らえず、開業後わずか1年余の営業で1970年（昭和45年）2月5日に閉店した。
店舗跡には1971年（昭和46年）5月に川崎市の武蔵小杉で結婚式場などを経営していた小杉会館が改装して結婚式場・宴会場として開業し、後に八王子エルシィと改称して現在に至っている。

### 茅野岡島

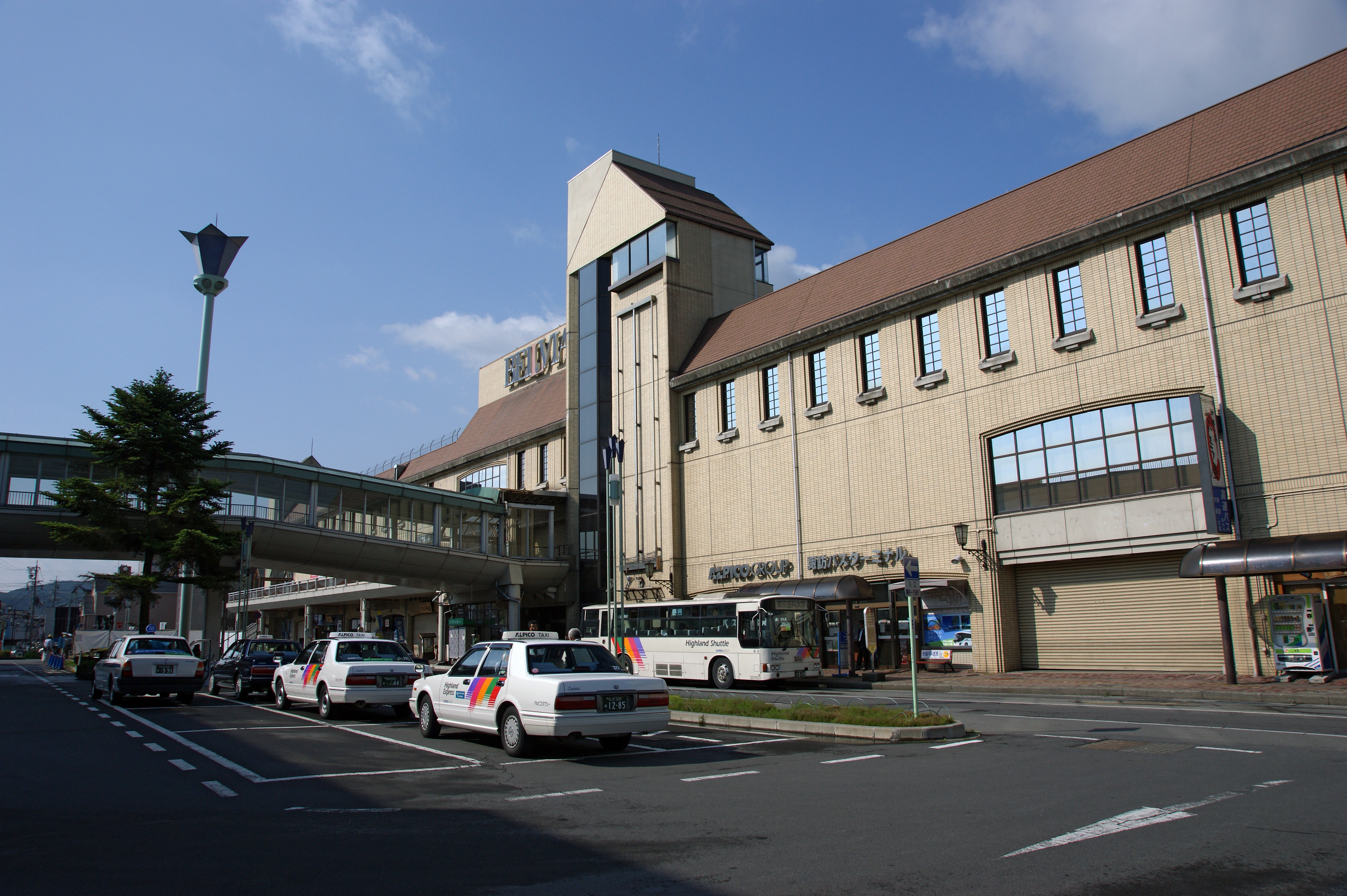
茅野駅西口の再開発ビル「ベルビア」

茅野駅西口再開発事業により、駅前広場に隣接した茅野駅前3052-1に建設され、1987年（昭和62年）10月8日に開業した再開発ビル「ベルビア」（商業施設面積11,033m2）の核店舗として、店舗面積5,919m2の百貨店として開業した。
しかしその後、郊外型大型店の出店により空き店舗が急増するなど中心市街地の空洞化が進んだため業績が低迷し、2001年（平成13年）8月に閉店した。
岡島百貨店は撤退時に銀行の仲介により保有していた権利を茅野市に譲渡した上で、テナントの各店舗を1・2階に集約した。空きフロアには市の公共施設が整備され、2002年（平成14年）1月から子育て支援施設「こども館0123広場」、中高生向け施設「CHUKOらんどチノチノ」、高齢者向け施設「どっこいしょ広場」が開設された。そのため市民の利用は少なくないが、核店舗を失って一体感が喪失したベルビアのテナントの売上向上にはあまり結びつかず、商業施設としては低迷し続けている。

## フランチャイズ・業務提携
フランチャイズ契約

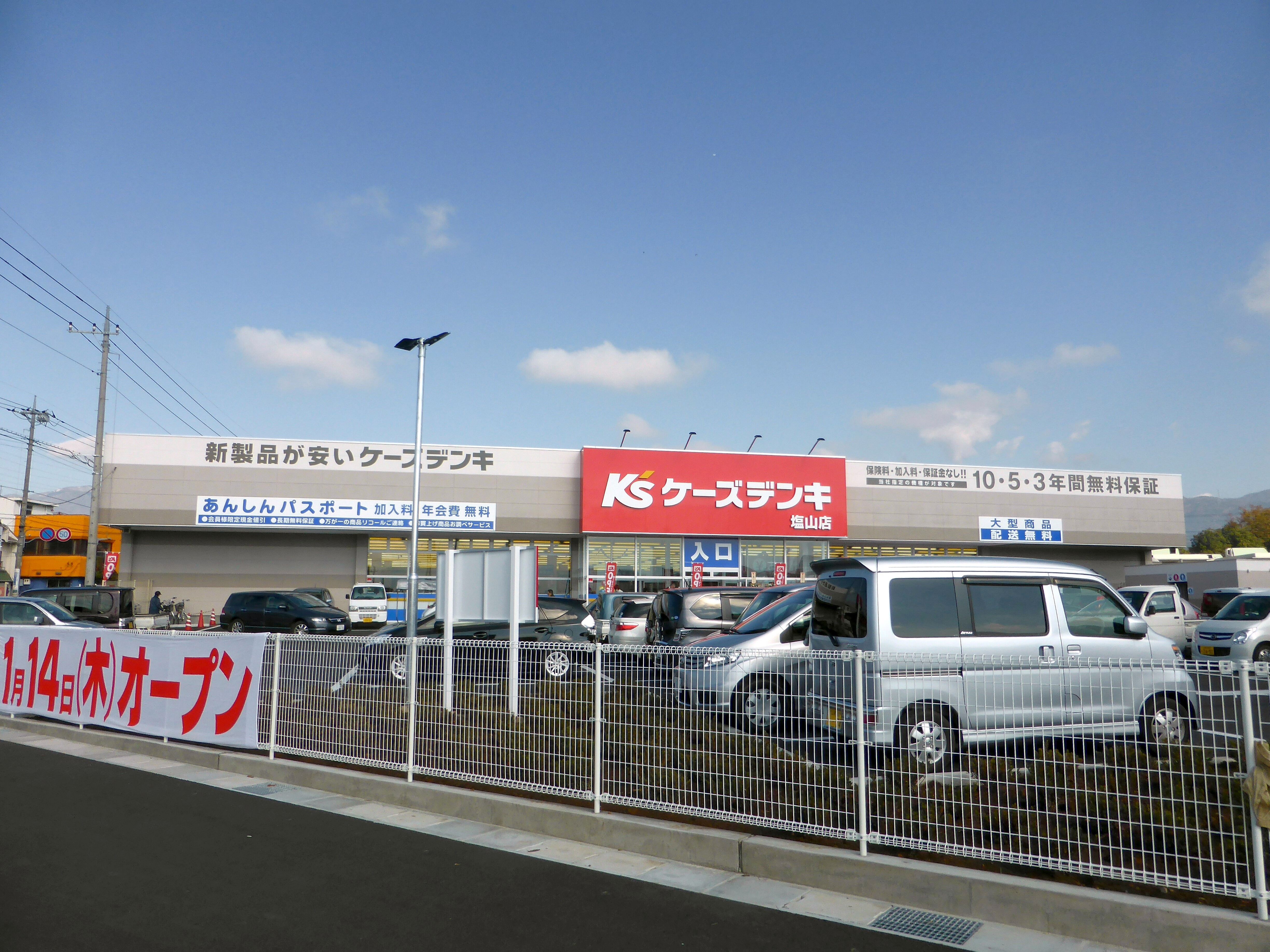
ケーズデンキ（新）塩山店

- カインズ - カインズFC岡島甲府昭和店を運営。
- ケーズデンキ - 塩山店を運営。
- さえき - おかじま食品館（旧ファミリコ）としての名貸し。
- （am/pm ジャパン） - 撤退済み。

業務提携
- 三越 - 三越ブランドの商品販売や読売ジャイアンツ優勝セールなどを実施。ただし、三越が実質的に属した共同仕入機構「A・D・O」には一時期加盟していたが、解散時には未加盟だった。